# Comuna Novoselivka, Bârzula
Novoselivka (în ucraineană Новоселівка) este o comună în raionul Bârzula, regiunea Odesa, Ucraina, formată din satele Andriivka, Fedorivka, Hârtop, Mala Oleksandrivka, Novoselivka (reședința), Rozalevca și Sobolivka.

## Demografie
Componența lingvistică a comunei Novoselivka
     Ucraineană (88,91%)
     Rusă (5,29%)
     Română (4,56%)
     Alte limbi (0,34%)
Conform recensământului din 2001, majoritatea populației comunei Novoselivka era vorbitoare de ucraineană (88,91%), existând în minoritate și vorbitori de rusă (5,29%) și română (4,56%).